# The Arrogant
The Arrogant er det danske band The Rumour Said Fires debutalbum. Albummet blev udgivet den 18. oktober 2010.

## Spor
|    | Titel                     | Længde |
| -- | ------------------------- | ------ |
| 1  | Sentimentally Falling     | 3:12   |
| 2  | Comfort to the Dalai Lama | 4:09   |
| 3  | Sanctuary                 | 4:29   |
| 4  | The Arrogant              | 3:28   |
| 5  | Passion                   | 3:40   |
| 6  | Desolation, Mr. Foe       | 3:29   |
| 7  | Air Force                 | 3:26   |
| 8  | She                       | 3:31   |
| 9  | My Dark Side              | 6:33   |
| 10 | By the Shore              | 2:44   |